# Leucopsarion petersii
Leucopsarion petersii es una especie de peces de la familia de los Gobiidae en el orden de los Perciformes.

## Hábitat
Es un pez de clima subtropical y demersal.

## Distribución geográfica
Se encuentra en la China, la Península de Corea, Corea del Sur. y Japón .

## Observaciones
Es inofensivo para los humanos.